# Lewi z Jerozolimy
Lewi z Jerozolimy – dwunasty biskup Jerozolimy. Lata jego urzędowania nie są znane.